# Mexican pool
Mexican pool – gra bilardowa dla dwóch lub większej liczby osób. Gra wyróżnia się nietypowym doborem wbijanych bil – bile wybiera przeciwnik. Gra rozgrywana jest na standardowym stole do ósemki. Gra nadaje się dla graczy w dowolnym stopniu zaawansowania.

## Używane bile
W standardowym zestawie jest 15 ponumerowanych bil oraz 1 biała rozgrywająca.

## Ustawienie początkowe
Na początku gry bile ustawia się w następującą formację: 9 bil ustawia się na środku stołu jak do rozbicia w grze w "dziewiątkę", zaś pozostałe sześć ustawia się przed łuzami.

## Cel gry
Wbicie jak największej liczby bil (maksymalnie 6).

## Zasady
W Mexican pool, w przeciwieństwie do innych odmian bilarda, to przeciwnik (w wersji dla wielu osób zawodnik, którego tura jest następna) wybiera którą bilę (spośród sześciu przed łuzami) wbija grający. W swej turze gracz musi wbić jak najwięcej bil stojących przed łuzami, jednak nie wolno mu rozbić środkowej formacji dziewięciu bil.
Gracz kończy turę gdy:
- popełni faul (wbije białą bilę, wybije bile poza stół itp.)
- rozbije środkową formację dziewięciu bil
- wbije wszystkie bile przed łuzami

Gra składa się tylko z dwóch tur (w wersji dla wielu graczy z tylu tur ilu jest graczy).
Wygrywa osoba, która w swej turze wbiła więcej bil.

## Podstawowa strategia
Zawodnik wbijający powinien starać się ,aby po uderzeniu bila biała powróciła możliwie blisko środka stołu, skąd łatwiej jest wbić dowolną bilę na stole. Gracz wybierający stara się utrudnić przeciwnikowi grę poprzez wybieranie bil zasłoniętych środkową formacją dziewięciu bil.